# Lara Fabian
Lara Fabian (nascuda a Etterbeek, Brussel·les, com Lara Sophie Katy Crokaert el 9 de gener de 1970) és una cantant belgo-canadenca en diversos idiomes d'ascendència siciliana per part de mare i flamenca per part de pare.
Va estudiar al Conservatori reial de Brussel·les i va començar representant a Luxemburg al Festival d'Eurovisió el 1988 abans d'anar-se'n a Quebec, on començaria el seu èxit internacional.

## Discografia
- 1991: Lara Fabian
- 1994: Carpe Diem
- 1996: Pure
- 1999: Live
- 1999: Lara Fabian
- 2000 From Lara with Love
- 2001: Nue
- 2002: Live
- 2003: En toute intimité
- 2004: A wonderful Life
- 2005: 9
- 2006: Un regard 9 - live
- 2009: Toutes Les Femmes en Moi